# Baxter (Tennessee)
Baxter ist eine Town im Putnam County im US-Bundesstaat Tennessee, die nach dem aus Nashville stammenden Geschäftsmann und Politiker Jere Baxter benannt ist. Das U.S. Census Bureau hat bei der Volkszählung 2020 eine Einwohnerzahl von 1.578 ermittelt.
Die Einwohner waren laut der Volkszählung des Jahres 2000 zu 97,89 % Weiße, 1,72 % Hispanics oder Latinos, 0,70 % Indigene Amerikaner, 0,08 % von den Pazifischen Inseln, 0,47 % von anderer Herkunft und 0,86 % aus gemischter Herkunft.

## Persönlichkeiten
Baxter ist der Geburtsort des Country-Musikers Uncle Jimmy Thompson (1848–1931).